# Anthidium alticola
Anthidium alticola is een vliesvleugelig insect uit de familie Megachilidae. De wetenschappelijke naam van de soort is voor het eerst geldig gepubliceerd in 1967 door Tkalcu.